# Autobusna linija br. 206 u Zagrebu
Linija 206 (Dubrava – Miroševec) dnevna je autobusna linija u Zagrebu.
Prometuje svaki dan na trasi: Dubrava – ul. Dubrava – Grižanska ulica – Aleja tišine – Miroševec
Povezuje Klaku i groblje Miroševac s Dubravom gdje se ostvaruje presjedanje na tramvaj.

## Vanjske poveznice
- Vozni red linije 206

1. ↑  Datoteke u GTFS formatu. zet.hr. Pristupljeno 5. lipnja 2025. - Sadrži informacije tijela javne vlasti u skladu s Otvorenom dozvolom